# Österrikisk-ungerska kompromissen
Österrikisk-ungerska kompromissen (tyska: Österreichisch-Ungarischer Ausgleich, ungerska: Osztrák-magyar kiegyezés), även kallad Kompromissen (tyska: Ausgleich, ungerska: Kiegyezés) syftar på ”kompromissen” i februari 1867 som etablerade dubbelmonarkin Österrike-Ungern, och som undertecknades av Frans Josef I av Österrike och en ungersk delegation ledd av Ferenc Deák. 
Kompromissen följde på en serie av misslyckade konstitutionella reformer av det habsburgska riket. 1867 års ordning ledde till att den magyar-dominerade regeringen i Ungern blev likställd med den österrikiska regeringen i Wien. Kompromissen ingicks för att stävja inre oro i monarkin, riktad mot vad man uppfattade som preussisk aggression (se tyska enhetskriget), men även för att använda Ungern som en "motkraft" till den ökande slaviska nationalismen i riket.
De tidigare revolutionära grupperna, tyskar och magyarer, blev de facto ”statens folk”, som vardera styrde halvparten av ett tvillingland. Den västra halvan kallades inofficiellt Cisleithanien och den östra Transleithanien. 
Vardera riket hade sin egen statsminister och parlament. Statschef och överbefälhavare förblev den österrikiska kejsaren och länderna hade gemensam utrikespolitik och armé som styrdes från Wien. På grund av detta är det mera korrekt att benämna Ungerns status mellan 1867 och 1918 som autonomi, hellre än självständighet. Utskott ur båda parlamenten, de så kallade delegationerna, skulle årligen sammanträda för att behandla de gemensamma angelägenheterna, omväxlande i vardera av de två rikshalvorna. Om en del angelägenheter, såsom myntväsen, tullar, gemensamma ekonomiska frågor samt inre militär- och marinförvaltning bestämdes att de visserligen inte skulle regleras gemensamt men på samma sätt. I alla andra saker skulle de båda länderna vara fullt självständiga.
För Transleithanien återställdes (med små förändringar) den tidigare upphävda författningen av år 1848. Enligt denna hade parlamentet mycket vittgående rättigheter. I överhuset eller "magnattaffeln" dominerade den magyariska adeln helt och i "ständertaffeln" indirekt genom de öppna valen och en hög census som utestängde största delen av den slaviska och rumänska befolkningen från politiska rättigheter. Endast Kroatien intog en viss särställning.
I Cisleithanien var situationen betydligt rörigare. Här upprättades genom utvidgning av 1861 års författning ett gemensamt parlament, det så kallade riksrådet, som bestod av två kamrar: das Herrenhaus och das Abgeordnetenhaus. Den senare kammaren skulle dock inte framgå ur direkta val av befolkningen utan bestå av delegerade från lantdagarna i alla de olika kronländerna. Lantdagarna i sin tur valdes genom ett mycket komplicerat förfarande. En del av lantdagsmännen valdes av jordmagnaterna och handelskamrarna. Återstoden valdes, genom indirekta val, av städerna och landskommunerna var för sig. Riksrådets kompetens omfattade rikshalvans budget, ekonomiska och militära angelägenheter, frågor rörande kommunikationer, statsborgarrätt, press, sundhetsväsen, förenings- och församlingsrätt, domstols- och förvaltningsorganisation liksom konfessionella frågor och skolväsen. Frågor som gick utöver detta kunde de särskilda kronländerna avgöra vart för sig.
Dubbelmonarkin som etablerades vid Ausgleich varade i omkring 50 år, fram till Österrike-Ungerns sammanbrott 1918 i slutet av första världskriget.